# Fraction d'ensoleillement
En météorologie, la fraction d'ensoleillement est le rapport entre la durée d'insolation observée et la durée maximale théorique d'insolation.